# ميخائيل يونغ (لاعب دوري الرغبي)
ميخائيل يونغ (بالإنجليزية: Michael Young)‏ هو لاعب دوري الرغبي أسترالي، ولد في 11 فبراير 1984 في Camden, New South Wales ‏ في أستراليا.